# Devin Cars

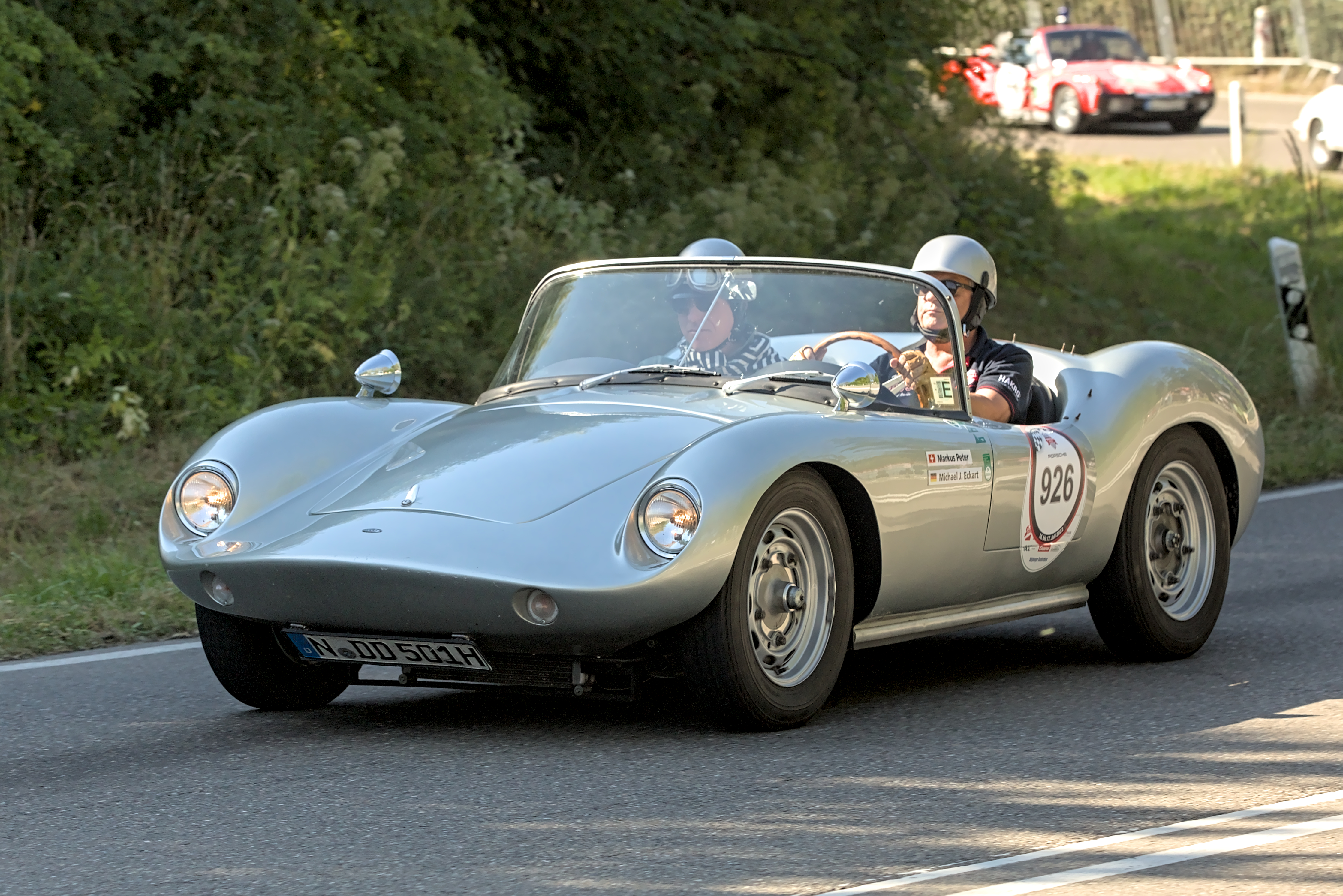
1959 Devin D

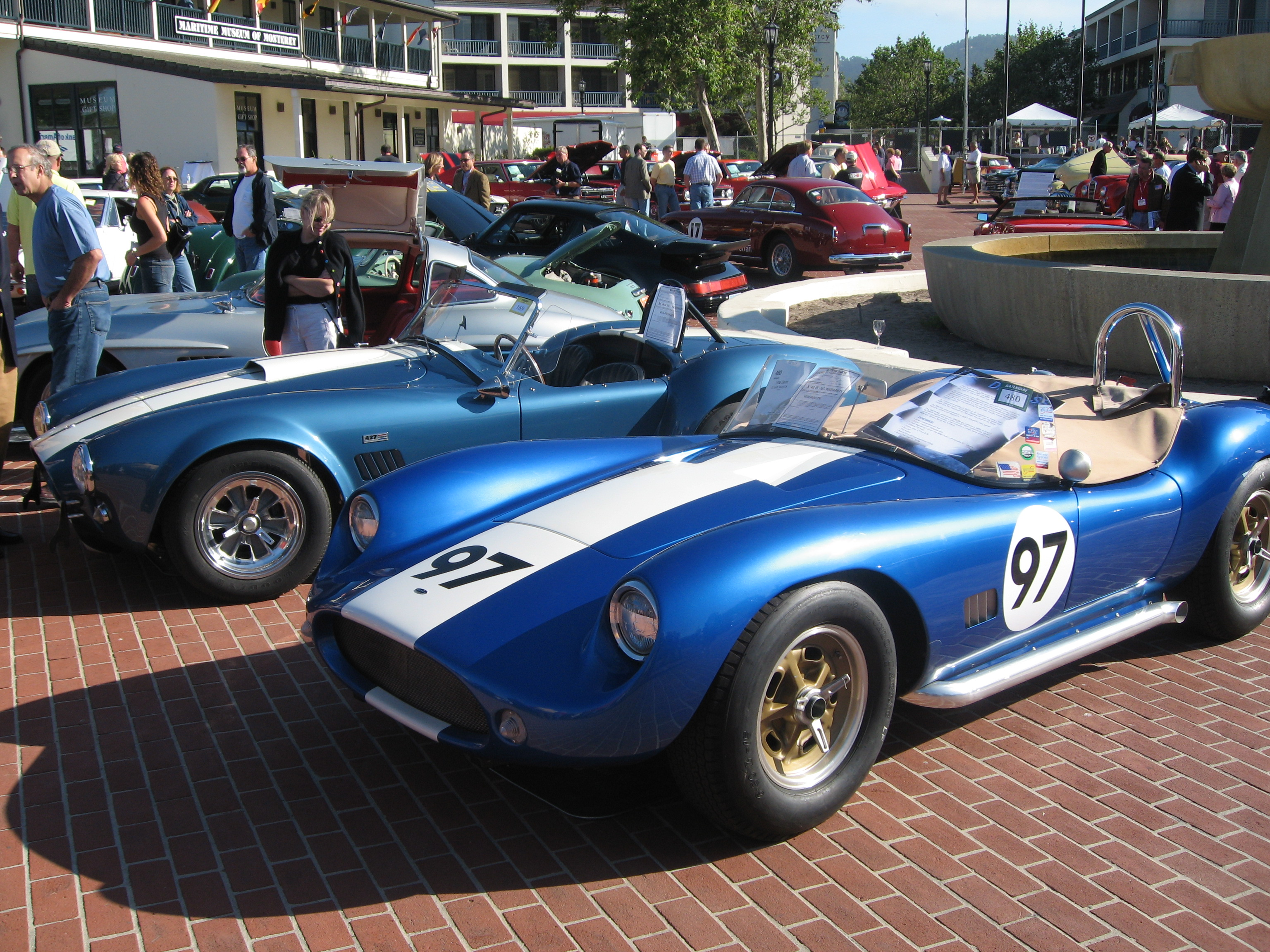
1958 Devin SS

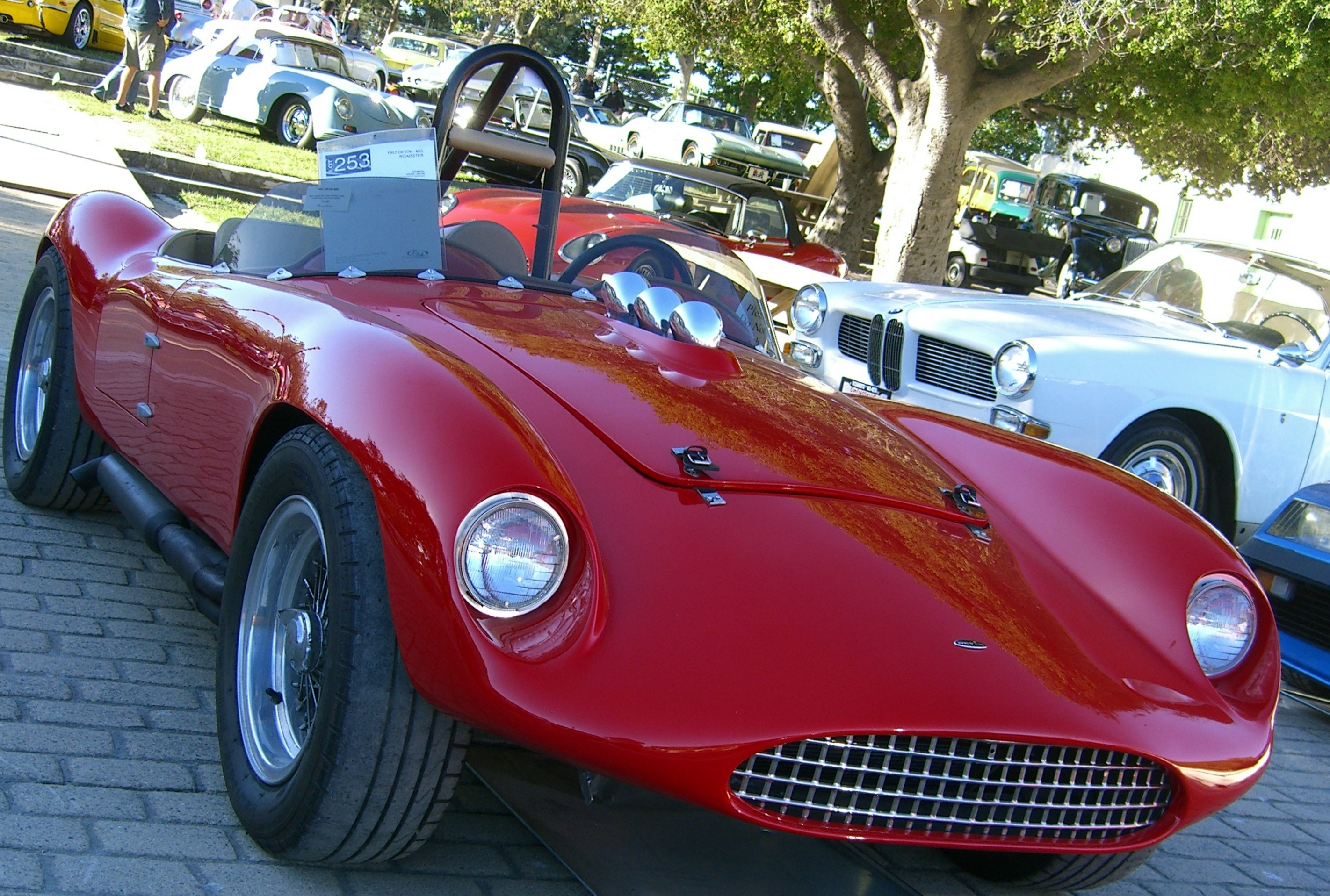
1957 Devin MG, désormais équipé d'un V8 Chevrolet 283

Devin Cars est une entreprise fondée par l'Américain Bill Devin, qui produisit des voitures de course et des kit cars dans les années 1950 et 1960.

## Innovations
En 1956, le championnat national SCCA en catégorie H-Modified fut remporté par une Devin propulsée par un moteur bicylindre Panhard modifié avec des culasses de moto Norton Manx. Cela semble être la première voiture à avoir utilisé un double arbre à cames en tête guidé par courroie.

## Modèles
- Devin Panhard
- Devin-D (à moteur VW ou Porsche)
- Devin-SS (à moteur V8 Chevrolet 283ci)
- Devin-C (moteur de Corvair)
- Devin-F (basé sur la Triumph TR3)
- Devin-GT
- Devin-MG
- La Roosevelt Devin
- Devin carrossée par Bandini
- Devin carrossée par Echidna en 1957